# アダムズ郡 (オハイオ州)
アダムズ郡（英: Adams County）は、アメリカ合衆国オハイオ州の南部に位置する郡である。2010年国勢調査での人口は28,550人であり、2000年の27,330人から4.5%増加した。郡庁所在地はウェストユニオン村（人口3,241人）であり、同郡で人口最大の村でもある。郡名は第2代アメリカ合衆国大統領ジョン・アダムズに因んで名付けられた。

## 地理
アメリカ合衆国国勢調査局に拠れば、郡域全面積は586.25平方マイル (1,518.4 km2)であり、このうち陸地583.87平方マイル (1,512.2 km2)、水域は2.38平方マイル (6.2 km2)で水域率は0.41％である。郡内には多くの公園や保護地があり、ロカストグローブにあるサーペント・マウンド州立保護区のサーペント・マウンドは州内最大級の考古学的遺跡である。その名前は、古代に隕石が衝突して作った巨大なクレータの名残であるサーペント・マウンド・クレーターにも使われている。

## 自然保護地域
- アダムズ湖州立公園
- シャパラル・プレーリー州立自然保護区
- デイビス記念州立自然保護区
- ジョンソン・リッジ州立自然保護区
- リンクス・プレーリー
- シューメイカー州立自然保護区
- ウィップル州立自然保護区

## 観光地
- グレート・サーペント・マウンド
- マンチェスター地域にある模造家屋、アメリカ合衆国の通貨を模造する目的で建設された家屋[5]
- ブラッシュクリーク・モータースポーツ複合施設[6]

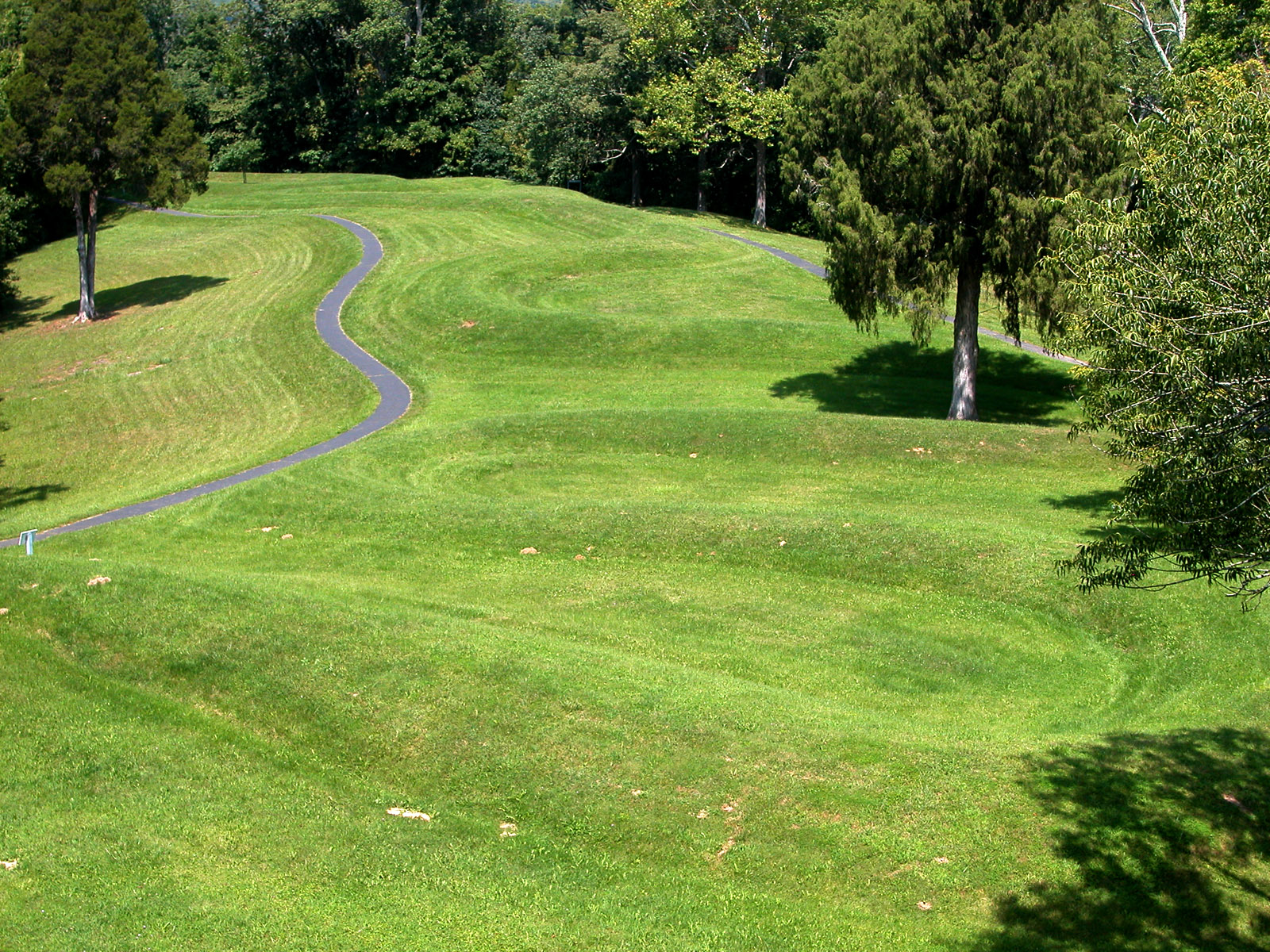
サーペント・マウンド
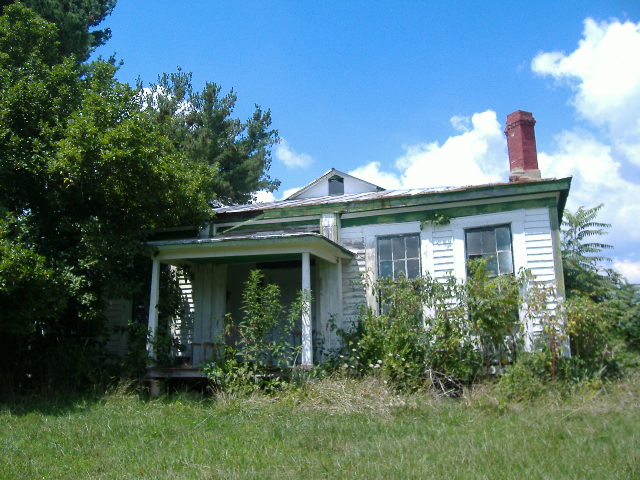
模造家屋
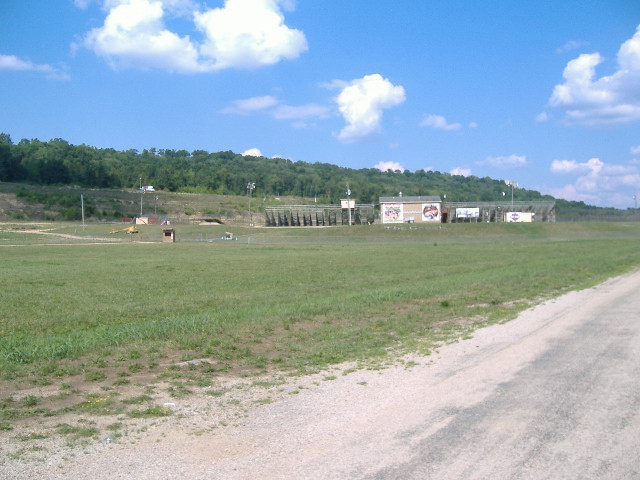
ブラッシュクリーク・モータースポーツ複合施設

### 隣接する郡
- ハイランド郡 - 北
- パイク郡 - 北東
- サイオト郡 - 東
- ルイス郡 (ケンタッキー州) - 南
- メイソン郡 (ケンタッキー州) - 南西
- ブラウン郡 - 西

## 人口動態
以下は2000年国勢調査による人口統計データである。
| 基礎データ - 人口: 27,330人 - 世帯数: 10,501 世帯 - 家族数: 7,613 家族 - 人口密度: 18人/km2（47人/mi2） - 住居数: 11,822軒 - 住居密度: 8軒/km2（20軒/mi2） 人種別人口構成 - 白人: 97.77% - アフリカン・アメリカン: 0.18% - ネイティブ・アメリカン: 0.68% - アジア人: 0.23% - 太平洋諸島系: 0.03% - その他の人種: 0.11% - 混血: 1.10% - ヒスパニック・ラテン系: 0.64% 先祖による構成 - アメリカ人：38.5％ - ドイツ系：19.8％ - アイルランド系：11.7％ - イギリス系：8.9％ 年齢別人口構成 - 18歳未満: 26.4% - 18-24歳: 8.7% - 25-44歳: 28.2% - 45-64歳: 23.4% - 65歳以上: 13.3% - 年齢の中央値: 36歳 - 性比（女性100人あたり男性の人口） - 総人口: 96.1 - 18歳以上: 94.8 | 世帯と家族（対世帯数） - 18歳未満の子供がいる: 34.0% - 結婚・同居している夫婦: 57.1% - 未婚・離婚・死別女性が世帯主: 10.4% - 非家族世帯: 27.5% - 単身世帯: 24.0% - 65歳以上の老人1人暮らし: 11.0% - 平均構成人数 - 世帯: 2.57人 - 家族: 3.03人 収入と家計 - 収入の中央値 - 世帯: 29,315米ドル - 家族: 34,714米ドル - 性別 - 男性: 30,000米ドル - 女性: 20,433米ドル - 人口1人あたり収入: 14,515米ドル - 貧困線以下 - 対人口: 17.4% - 対家族数: 12.8% - 18歳未満: 20.3% - 65歳以上: 16.0% |

## 図書館
アダムズ郡公共図書館はピーブルズに本館、マンチェスターとウェストユニオン、シーマンに支所があり、郡内の町にサービスを行っている。
2005年、この図書館システムは14,000人の登録利用者に264,000件以上の貸し出しを行った。蔵書数は101,000冊以上、定期刊行物は250種以上ある。

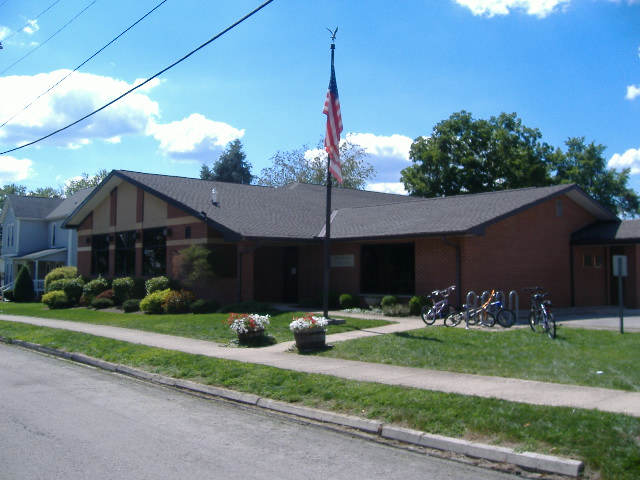
ピーブルズ図書館
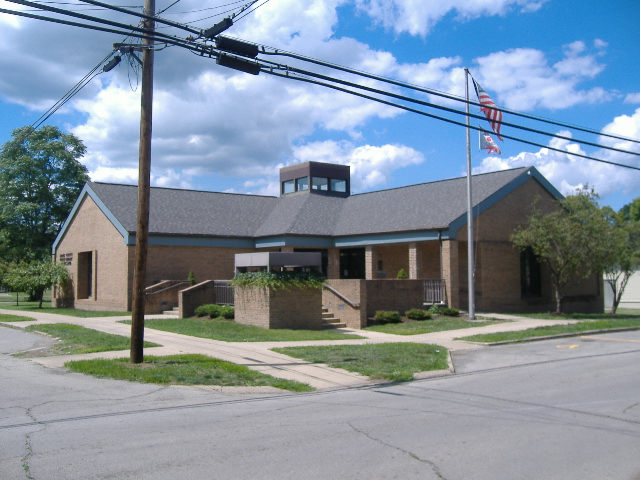
マンチェスター図書館
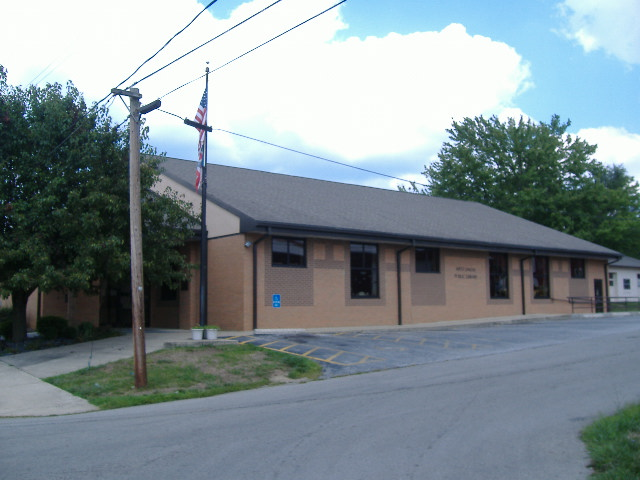
ウェストユニオン図書館
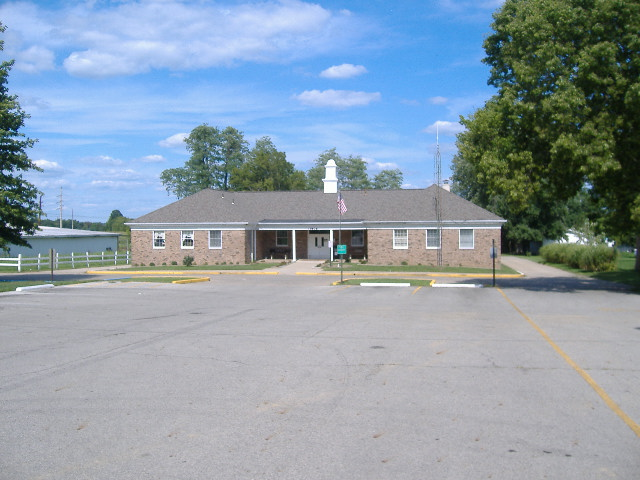
シーマン図書館

## 病院

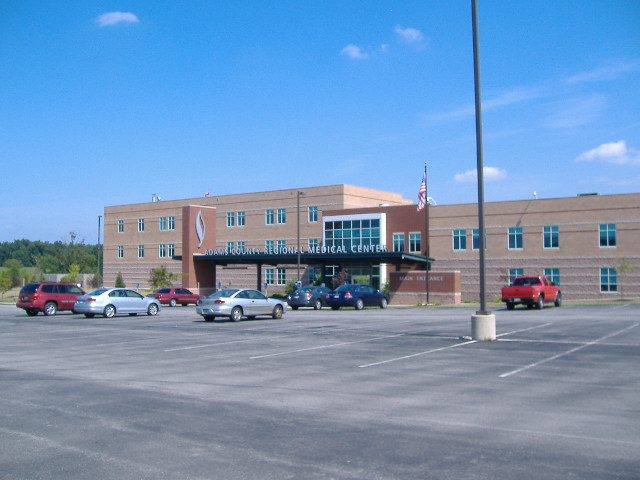
アダムズ郡地域医療センター

シーマンのメディカルセンター・ドライブ230にあるアダムズ郡地域医療センターが郡内の医療を担当している。元はアダムズ郡病院と呼ばれ、ウェストユニオンにあった。シーマンに移されて名称を変え、アパラチアン・ハイウェイを使って容易にアクセスできるようになった。

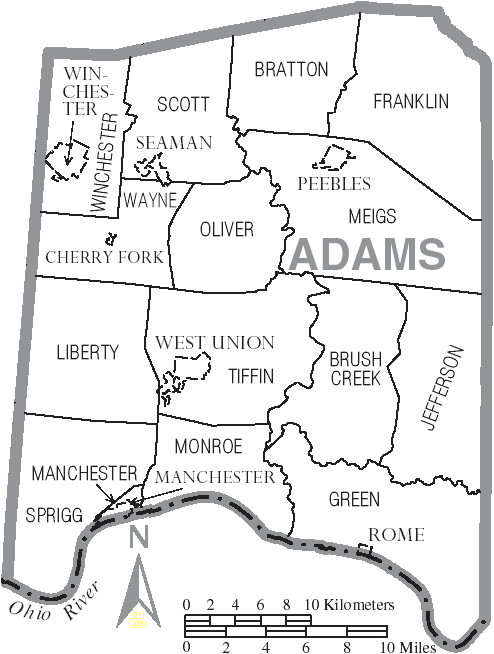
アダムズ郡図

## 郡区
アダムズ郡は下記12の郡区に分割されている。
| - カール郡区 - コロニー郡区 - ダグラス郡区 - グラント郡区 | - ジャスパー郡区 - リンカーン郡区 - マーサー郡区 - ノーダウェイ郡区 | - プレスコット郡区 - クインシー郡区 - ユニオン郡区 - ワシントン郡区 |

### 村
| - チェリーフォーク - マンチェスター - ピーブルズ - ローム | - シーマン - ウェストユニオン - 郡庁所在地 - ウィンチェスター |

### 未編入の町
| - ベーコンフラット - ビーズリーフォーク - ビーバーポンド - ベントンビル - ブルークリーク - ブラディズビル - キャットバード - シーダーミルズ - ダンキンズビル - エックマンズビル - エメラルド - フェアビュー - フォーセット - グルームズ | - ハーシャビル - ジャクソンビル - ジェイバード - ジェサップ - ジョーンズコーナー - ローシー - ロカストグローブ - ラウデン - ルイビル - リンクス - マーブルファーネス - メイヒル - ミネラルスプリングス - パンハンドル | - パインギャップ - スクラブリッジ - スモーキーコーナーズ - スキレルタウン - スティームファーネス - サンシャイン - トランキリティ - チューリップ - ユニティ - ワムズリー - ウィートリッジ - ウィップーアウィル - ライツビル - ヤングスビル |